# Lilloken
Lilloken är en sjö i Ragunda kommun i Jämtland och ingår i Indalsälvens huvudavrinningsområde.